# Sambo Choji
Sambo „Sammy“ Choji (* 13. März 1977) ist ein ehemaliger nigerianischer Fußballspieler. Der Stürmer verbrachte den größten Teil seiner Laufbahn beim deutschen Verein 1. FC Saarbrücken.

## Karriere
In der Jugend spielte Sambo Choji in Nigeria beim Verein Greater Tomorrow und bei einem deutschen Klub aus Hostenbach. 1993 trat mit der nigerianischen U-17-Nationalmannschaft bei der U-17-Weltmeisterschaft in Japan an, bei der die Mannschaft den Titel gewann.
Ab 1995 spielte er in der ersten Mannschaft des 1. FC Saarbrücken, mit dem er zunächst in der Regionalliga West/Südwest antrat. 2000 folgte der Aufstieg in die 2. Bundesliga, in der sich Saarbrücken bis 2002 halten konnte. Nach dem in diesem Jahr erfolgten Wiederabstieg in die Regionalliga verließ Choji den Verein.
Es folgten für ihn Einjahresstationen beim Zweitligisten Eintracht Braunschweig und erneut beim 1. FC Saarbrücken, mit dem er 2003/04 den dritten Platz in der Abschlusstabelle der Regionalliga Süd und damit den erneuten Zweitligaaufstieg erreichte. Choji wurde jedoch noch im selben Jahr zum iranischen Verein Persepolis aus Teheran ausgeliehen, zu dem er 2005 endgültig wechselte. 2006 spielte Choji ein halbes Jahr in Österreich beim SKN St. Pölten.

## Erfolge
- Meisterschaft der Regionalliga West/Südwest (1): 2000
- Aufstieg in die 2. Bundesliga (2): 2000, 2004
- Saarlandpokalsieg (6): 1997, 1998, 1999, 2000, 2002, 2004